# ساودرا (شیلی)
ساودرا (به اسپانیایی: Saavedra) یک شهرستان در شیلی است که در استان کاتین واقع شده‌است. ساودرا ۴۰۰٫۸ کیلومتر مربع مساحت و ۱۱٬۳۸۴ نفر جمعیت دارد و ۱۰ متر بالاتر از سطح دریا واقع شده‌است.